# Jordy Huybers
Jordy Huybers (Veldhoven, 4 juni 2003) is een Nederlands voetballer die als middenvelder voor FC Eindhoven speelt.

## Carrière
Jordy Huybers speelde in de jeugd van SV Rood-Wit Veldhoven, VV UNA en FC Eindhoven. Sinds 2021 maakt hij deel uit van de selectie van Eindhoven. Hij debuteerde voor dit team op 23 augustus 2021, in de met 3-2 verloren uitwedstrijd tegen Jong PSV. Hij kwam in de 82e minuut in het veld voor Dave de Meij. In de eerste seizoenshelft van het seizoen 2021/22 kwam hij tot vijf invalbeurten.

### Statistieken
| Seizoen                    | Club           | Land           | Competitie     | Competitie | Competitie | Beker | Beker | Totaal | Totaal |
| Seizoen                    | Club           | Land           | Competitie     | Wed.       | Dlp.       | Wed.  | Dlp.  | Wed.   | Dlp.   |
| -------------------------- | -------------- | -------------- | -------------- | ---------- | ---------- | ----- | ----- | ------ | ------ |
| 2021/22                    | FC Eindhoven   | Nederland      | Eerste divisie | 5          | 0          | 0     | 0     | 5      | 0      |
| Carrièretotaal             | Carrièretotaal | Carrièretotaal | Carrièretotaal | 5          | 0          | 0     | 0     | 5      | 0      |
| Bijgewerkt op 28 juni 2022 |                |                |                |            |            |       |       |        |        |